# Municipio de Des Moines (condado de Jefferson)
El municipio de Des Moines (en inglés: Des Moines Township) es un municipio ubicado en el condado de Jefferson en el estado estadounidense de Iowa. En el año 2010 tenía una población de 333 habitantes y una densidad poblacional de 3,49 personas por km².

## Geografía
El municipio de Des Moines se encuentra ubicado en las coordenadas 40°56′32″N 92°7′16″O / 40.94222, -92.12111. Según la Oficina del Censo de los Estados Unidos, el municipio tiene una superficie total de 95.31 km², de la cual 95,25 km² corresponden a tierra firme y (0,05 %) 0,05 km² es agua.

## Demografía
Según el censo de 2010, había 333 personas residiendo en el municipio de Des Moines. La densidad de población era de 3,49 hab./km². De los 333 habitantes, el municipio de Des Moines estaba compuesto por el 99,7 % blancos y el 0,3 % eran de una mezcla de razas. Del total de la población el 0 % eran hispanos o latinos de cualquier raza.